# Penisola di Schoodic

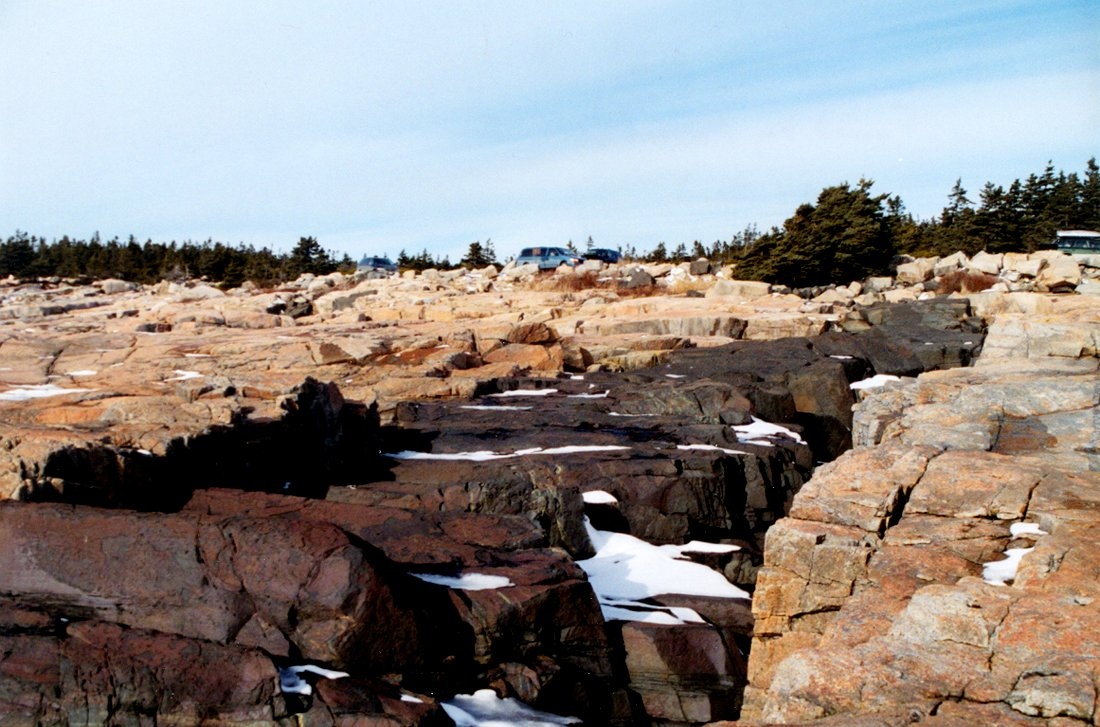
L'antico flusso di magma ha formato questa diga nera a Capo Schoodic.

La penisola di Schoodic si trova nel Down East del Maine (Stati Uniti d'America), a 6 km a est, in linea d'aria, da Bar Harbor, Contea di Hancock.
La sua estensione è di 9 km2, che equivale a circa il 5% del Parco nazionale di Acadia, ove si trovano le città di Gouldsboro e Winter Harbor. Ha una costa rocciosa in granito contenente molti dicchi.
Presso la penisola fu costruita l'ex base della United States Navy NSGA Winter Harbor, convertita poi in centro di addestramento. Un anonimo donatore acquistò l'intera area di 3200 acri e fece costruire lo Schoodic Woods Campground con percorsi ciclabili. In seguito donò tutto all'Acadia National Park. Aperto nel 2015, lo Schoodic Woods è un campeggio nell'Acadia National Park e il primo costruito nel parco dopo quelli originali realizzati dal Civilian Conservation Corps durante la grande depressione a partire dall'inizio del 1936.
In estate la penisola è normalmente servita da due linee indipendenti di traghetti da Bar Harbor a Winter Harbor, che fanno la spola giornalmente.

## Acadia National Park
La sezione dell'Acadia National Park sulla penisola di Schoodic è la più isolata del corpo principale del parco, sito sull'Isola di Mount Desert. Essa accoglie approssimativamente il 10% dei visitatori che si recano sulla penisola. L'isola di Mount Desert è facilmente visibile dalla Baia di Frenchman, ma il viaggio per strada da Bar Harbor attorno alla baia fino alla penisola è lungo circa 72 km. Un servizio di traghetto è operativo sette giorni alla settimana da fine giugno a tutto settembre e impiega un'ora di viaggio.
Il parco è accessibile tramite una via a senso unico lunga 11 km. L'attrattiva più importante è quella di Capo Schoodic, il punto più alto della penisola a 130 metri s.l.m. Un certo numero di vie per escursioni salgono alla sommità del capo. Vi è poi un'area per picnic a Frazer Point, con vedute degli Schoodic Point, Blueberry Hill e l'Anvil.
Molte delle strutture presenti furono realizzate a cura di membri del Civilian Conservation Corps negli anni 1930. Più di 400 ettari del parco sono stati censiti nel National Register of Historic Places nel 2007.